# بيت عنين
بيت عنين، هي بلده في قضاء جنين التابع لدولة فلسطين بالقرب من ام الفحم .
- يسميها الإنجيل بيت عنيا .
- وفيها يقع منزل سمعان إلعازر الأبرص أخ مرثا ومريم المجدليه .
- وفي بيت عنيا كان العشاء الأخير للسيد المسيح مع التلاميذ ليلة عيد الفصح .